# Mieczysław Giżbert-Studnicki
Mieczysław Giżbert-Studnicki (ur. 1876 w Bobowej, zm. 1929) – polski działacz społeczny, harcerz, bankowiec.
W 1895 roku ukończył Wyższą Szkołę Handlową w Aussig. Potem pracował m.in. w Banku Krajowym we Lwowie i w Banku Austriacko-Węgierskim w Wiedniu. Od 1900 roku przeniesiony do filii tego banku w Tarnowie. W latach 20. XX w. dyrektor Oddziału Banku Polskiego w Tarnowie.
Jako działacz PTG "Sokół" zainteresował się skautingiem i w 1917 wszedł w skład „Patronatu Harcerskiego”. Patriota, uczestnik wydarzeń niepodległościowych – był skarbnikiem Komitetu Samoobrony w Tarnowie w 1918 oraz członkiem Komitetu przejmującego władzę w Tarnowie od władz austriackich. W listopadzie 1918 roku objął przejściowo Hufiec Harcerski w Tarnowie, a w rok później stał się opiekunem i doradcą grupy młodzieży redagującej miesięcznik „Czuwaj”. Mieczysław Giżbert-Studnicki był działaczem organizacji społecznych jak: Związek Oficerów Rezerwy, Federacja Obrońców Ojczyzny, Towarzystwo Szkoły Ludowej, Liga Morska, Polskie Towarzystwo Tatrzańskie itp. Zginął w wypadku samochodowym w 1929.